# U-597
U-597 – niemiecki okręt podwodny typu VIIC z okresu II wojny światowej. Wyporność okrętu wynosiła 769 ton w położeniu nawodnym i 871 ton pod wodą, a jego główną bronią było 14 torped kalibru 533 mm wystrzeliwanych z pięciu wewnętrznych wyrzutni. Jednostka rozwijała na powierzchni prędkość ponad 17 węzłów, osiągając zasięg 8500 Mm przy prędkości 10 węzłów.
Jednostka została zwodowana 1 października 1941 roku w stoczni Blohm & Voss w Hamburgu, a 20 listopada 1941 roku wcielono ją do służby w Kriegsmarine. Pływając w składzie 1. Flotylli U-Bootów, okręt odbył dwa patrole bojowe, nie notując żadnych osiągnięć bojowych. Podczas drugiego z nich, 12 października 1942 roku U-597 został zatopiony wraz z całą załogą na południowy wschód od przylądka Farvel bombami głębinowymi przez samolot bombowy Consolidated B-24 Liberator ze 120. Eskadry RAF.

## Projekt i budowa
Jednostki typu VIIC były kolejnym ewolucyjnym ulepszeniem najliczniej budowanych w Niemczech okrętów typu VII. Poprzednik – typ VIIB – miał zbyt mały zasięg i za mało miejsca pod pokładem, by móc zainstalować sonar. Opracowany w 1938 roku projekt nowego okrętu różnił się od poprzedniej wersji m.in. zwiększoną grubością blach kadłuba sztywnego (z 16 do 18,5 mm, co zwiększyło maksymalną głębokość zanurzenia z 200 metrów do 250–280 metrów), przedłużeniem kadłuba o 60 cm i kiosku o 30 cm oraz powiększeniem zbiorników paliwa o 5,4 m³, co poprawiło zasięg. Powiększone rozmiary pozwoliły na instalację aktywnego sonaru S-Gerät, uzupełniając pasywny Gruppenhorchgerät (GHG). Do zakończenia wojny do służby weszło 568 okrętów typu VIIC .
U-597 zamówiono 16 stycznia 1940 roku . Został zbudowany w stoczni Blohm & Voss w Hamburgu jako jeden z 171 okrętów typu VIIC zamówionych w tej wytwórni . U-597 otrzymał numer stoczniowy 97 (Werk 97) . Stępkę okrętu położono 13 stycznia 1941 roku, a zwodowany został 1 października 1941 roku .

## Dane taktyczno-techniczne

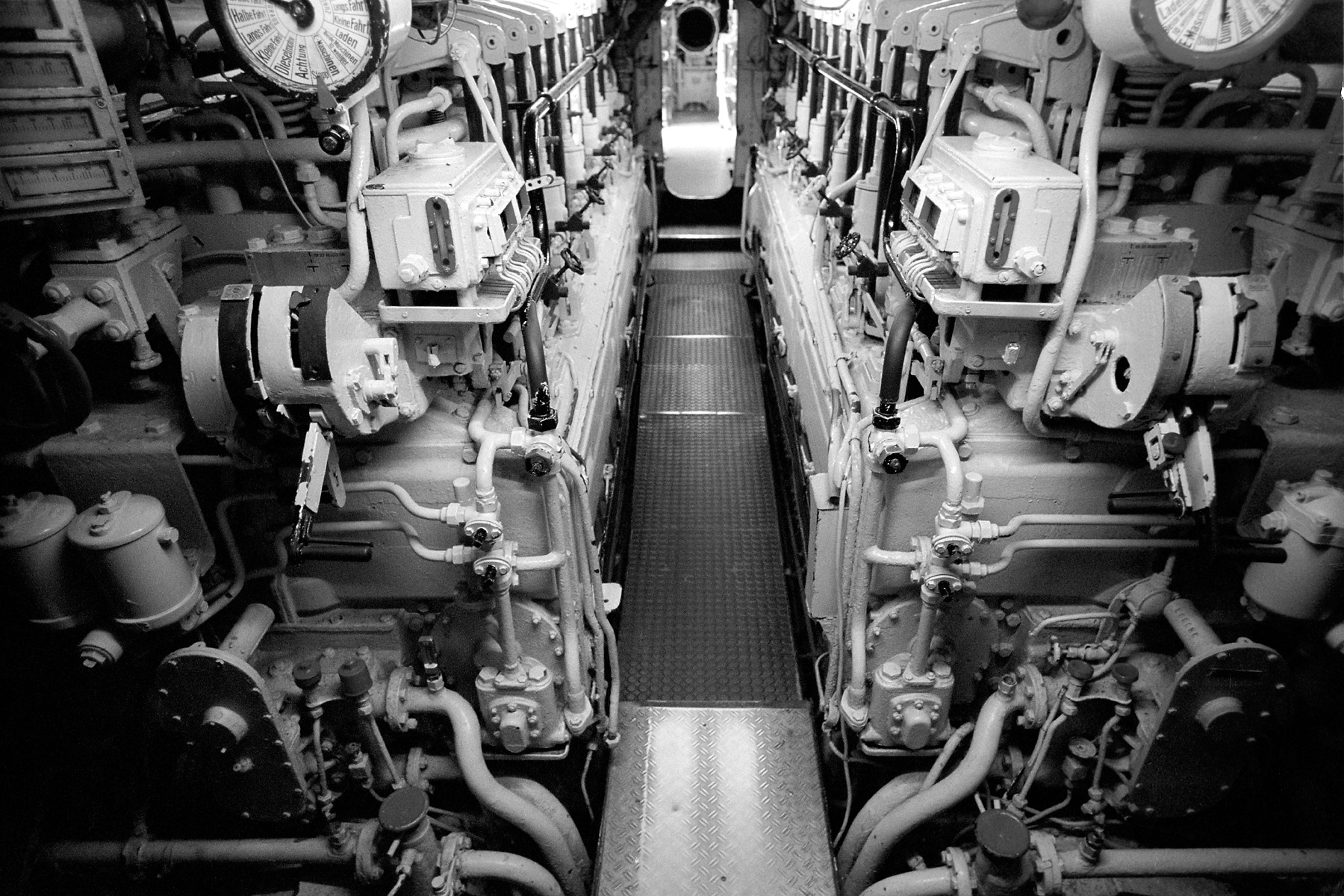
Wnętrze przedziału silników wysokoprężnych

U-597 był średniej wielkości okrętem podwodnym o konstrukcji dwukadłubowej. Długość całkowita wynosiła 67,1 metra, szerokość 6,2 metra i zanurzenie 4,74 metra . Wysokość (od stępki do szczytu kiosku) wynosiła 9,6 metra . Wykonany ze stali pancernej CM 351 o grubości 18,5 mm kadłub sztywny miał 50,5 metra długości i 4,7 metra szerokości. Podzielony był grodziami na sześć przedziałów wodoszczelnych: (od dziobu): I – przedział torpedowy ze sterami głębokości oraz GHG, II – przedział akumulatorów wraz z pomieszczeniami załogi, magazynem amunicji i toaletą, III – centrala z pomieszczeniem wielofunkcyjnym (mieszczącym drugą baterię akumulatorów, pomieszczenia załogi i kambuz), IV – przedział silników spalinowych, V – przedział silników elektrycznych, VI – rufowy przedział torpedowy ze sterami kierunku i głębokości. Kadłub ciśnieniowy otoczony był kadłubem lekkim wykonanym z blach o grubości 4–8 mm. Wyporność w położeniu nawodnym wynosiła 769 ton, a w zanurzeniu 871 ton.
Okręt napędzany był na powierzchni przez dwa 6-cylindrowe, czterosuwowe silniki wysokoprężne Krupp-Germaniawerft F46 z doładowaniem o łącznej mocy 3200 KM przy 470-490 obr./min, a pod wodą poruszał się dzięki dwóm silnikom elektrycznym prądu stałego BBC GG UB720/8 o łącznej mocy 750 KM przy 295 obr./min . Dwa wały napędowe obracały dwie śruby, zapewniając maksymalną prędkość 17–17,6 węzła na powierzchni i 7,6 węzła w zanurzeniu . Zasięg wynosił 8500 Mm przy prędkości 10 węzłów w położeniu nawodnym (3250 Mm przy prędkości maksymalnej) oraz 80 Mm przy prędkości 4 węzłów pod wodą (130 Mm przy 2 węzłach). Zbiorniki mieściły 113,47 tony paliwa, a energia elektryczna magazynowana była w dwóch bateriach akumulatorów AFA 33 MAL 800 E po 62 ogniwa o łącznej pojemności 9160 Ah, masie 62 tony i czasie rozładowania 20 godzin. Dopuszczalna głębokość zanurzenia okrętu wynosiła 100 metrów, a głębokość zgniecenia 250–280 metrów .
Okręt wyposażony był w pięć wyrzutni torped kalibru 533 mm (cztery na dziobie i jedną rufową), z łącznym zapasem 14 torped (wymiennie okręt mógł przenosić 26 min typu TMA lub 39 min typu TMB). Uzbrojenie artyleryjskie stanowiło umieszczone przed kioskiem działo pokładowe kalibru 88 mm SK C/35 L/45, z zapasem amunicji wynoszącym 220–250 naboi oraz pojedyncze działko przeciwlotnicze kalibru 20 mm C/38 L/65 . Jednostka wyposażona też była w pasywny sonar GHG i aktywny S-Gerät, a do obserwacji służyły dwa peryskopy Zeissa: bojowy i nocny .
Załoga okrętu składała się z czterech oficerów oraz 40 podoficerów i marynarzy.

## Służba
U-597 został wcielony do służby w Kriegsmarine 20 listopada 1941 roku . Dowództwo okrętu objął kpt. mar. (niem. Kapitänleutnant) Eberhard Bopst, dowodzący uprzednio U-6 . U-Boot otrzymał numer poczty polowej M 42 993. Do 30 czerwca 1942 roku załoga jednostki przechodziła szkolenie w składzie 8. Flotylli U-Bootów, operując z Królewca i Gdańska .

### Pierwszy rejs bojowy
27 czerwca okręt wyszedł z Kilonii, udając się na swój pierwszy wojenny patrol , zostając 1 lipca przyporządkowany do 1. Flotylli U-Bootów w Breście . W dniach 13–30 lipca wchodził w skład wilczego stada „Wolf”, między 30 lipca a 3 sierpnia należał do stada „Pirat”, a od 3 do 11 sierpnia operował w ramach stada „Steinbrinck” . 10 sierpnia U-597 wykonał nieskuteczny atak torpedowy z zanurzenia na statki płynące w konwoju SC-94. 16 sierpnia po 51 dniach spędzonych w morzu okręt dotarł do Brestu .

### Drugi rejs bojowy i utrata okrętu
16 września U-597 wyszedł z Brestu na swój drugi patrol na Atlantyku . W dniach 22–26 września okręt wchodził w skład stada „Blitz”, a następnie (od 26 do 30 września) „Tiger” . 1 października dowódca okrętu kpt. mar. Eberhard Bopst otrzymał awans na stopień kmdra ppor. (niem. Korvettenkapitän) . Między 1 a 6 października U-Boot operował w stadzie „Luchs”, od 6 do 12 października przyporządkowany był do stada „Panther”, a 12 października wszedł w skład stada „Leopard”  .
Tego dnia na południowy wschód od przylądka Farvel okręt podjął próbę ataku na płynące w konwoju ONS-136 statki, wystrzeliwując cztery niecelne torpedy w kierunku frachtowca o pojemności ocenianej na 7000 BRT. Wkrótce U-597 został zaatakowany bombami głębinowymi przez samolot bombowy Consolidated B-24 Liberator H ze 120. Eskadry RAF, pilotowany przez dowódcę jednostki, Terence’a M. Bullocha. Bombowiec w locie nurkowym zrzucił sześć bomb nastawionych na wybuch na małej głębokości, które spowodowały zatonięcie U-Boota na pozycji 56°50′N 28°05′W/56,833333 -28,083333 wraz z całą, liczącą 49 osób załogą, po patrolu trwającym 27 dni .

### Podsumowanie działalności bojowej
U-597 odbył dwa patrole bojowe, spędzając w morzu 78 dni i nie notując żadnych osiągnięć bojowych .